# USS Callister
A USS Callister a Fekete tükör című brit sci-fi sorozat tizennegyedik epizódja, amit a sorozat showrunnere, Charlie Brooker és William Bridges írtak, és Toby Haynes rendezett. 2017. december 29-én mutatta be a Netflix, a negyedik évad többi részével egyszerre.
Az epizód főszereplője Robert Daly, a visszahúzódó, ám tehetséges programozó, aki egy rendkívül népszerű MMORPG atyja, és a cégen belül mégsem ismerik el a tehetségét a munkatársai. Frusztrációit a játéka saját maga számára létrehozott változatában, egy Star Trek-szerű világban éli ki, ahol a munkatársai DNS-e alapján megalkotott legénység élén áll mint kapitány. Az embereit az akaratához hajlítja, és aki nem engedelmeskedik neki, azt kegyetlenül megbünteti. Mikor legújabb munkatársnőjét, Nanette Cole-t is berakja a játékba, az a többi klónnal együtt lázadást szervez Daly ellen.
A sorozat legtöbb epizódjával szemben a USS Callister nincs híján a komikus elemeknek, és több speciális effektust is használ. Az egyértelmű Star Trek-hasonlóság mellett az epizód sokat merít az Alkonyzóna "It's A Good Life" című részéből, valamint a Viz képregények Playtime Fontayne-jéből. Pozitív kritikákat kapott, amellett négy Emmy-díjat nyert, háromra pedig jelölték.
Ez a sorozat első olyan epizódja, amely közvetlen folytatást kapott, a hetedik évad "USS Callister: Into Infinity" című epizódjával.

## Cselekmény
A USS Callister űrhajó fedélzetén Robert Daly kapitány és legénysége elpusztítják ősellensége, Valdack űrhajóját, aki elmenekül. A legénység ünnepel, Daly pedig megcsókolja a legénység női tagjait. A valóságban Daly a Callister Inc. cég vezető technikusa, mely az Infinity MMORPG-t alkotta – ebben a játékban a játékosok egy szimulált virtuális valóságban kalandozhatnak. Dalyvel lekezelően bánnak a munkatársai, akik éppúgy néznek ki, mint a játékban a legénysége. Egy új programozó, Nanette Cole érkezik a céghez, aki kimondottan Daly miatt jelentkezett az állásra, csodálva a tehetségét. Még mielőtt jobban összeismerkedhetnének, Walton, a cég másik vezetője elviszi Nanette-et, hogy megmutasson neki mindent. Mikor Daly hazatér, becsatlakozik a saját játékába: az Infinity saját, fejlesztői verziójába, amelynek kódját saját szájíze szerint módosította, hogy jobban emlékeztessen kedvenc sorozata, az Űrflotta világára. Kapitányként megszidja a legénységet, majd elkezdi fojtogatni a tehetetlen Waltont.
Miután egy másik munkatárs, Shania Lowry is azt tanácsolja Nanatte-nek, hogy inkább kerülje el Dalyt, az leveszi a nő DNS-mintáját egy kávéspohárról, hogy létrehozza őt is a játékában. Nanette zavarodottan tér magához a hajón, ahol Lowry közli vele, hogy ő, akárcsak a többiek, a Callister Inc. dolgozóinak digitális klónjai. Megpróbál elmenekülni, de visszateleportál a hajóra. Megtagadja, hogy engedelmeskedjen Dalynek, aki azzal bünteti meg, hogy eltüntetve az arcát, fojtogatni kezdi őt.
Ezután a legénység újabb küldetésre megy, hogy leszámoljanak Valdackkal, akinek végül megkímélik az életét. Miután Daly távozik, Nanette rájön, hogy a rendszert kicselezve meghívót tud küldeni a valódi Nanette-nek, aki talán segíthet. Csakhogy Nanette azonnal Dalyhez megy, miután megkapta azt, aki rögtön közli is vele, hogy az egy spam, és ne törődjön vele. Daly a hajóra megy, hogy számonkérje a legénységet, majd egy rusnya szörnnyé változtatja Lowryt, aki Nanette-et próbálta védeni. Miután Daly ismét távozik, Nanette felfedez a csillagok közt egy távoli féreglyukat, ami egy kapcsolat a valódi játékkal, egy link, amin keresztül az Infinity karácsonyi frissítése zajlik. Véleménye szerint ha belerepülnének, a tűzfal észlelné őket, törlődnének, és meg tudnának halni. Walton nem igazán akar segíteni, és el is mondja, hogy miért: őt Daly azzal kínozta az engedetlensége miatt, hogy egy nyalóka alapján létrehozta a fia, Tommy mását a játékban, majd kidobta a gyereket a légzsilipen keresztül, és ezt akárhányszor meg tudja tenni, ha akarja. Nanette megígéri neki, hogy visszaszerzik a nyalókát, és többé nem tudja egyiküket sem replikálni.
Mikor Daly újra visszatér, Nanette ráveszi, hogy látogassanak el egy bolygóra, ahol egy lezuhant űrsikló található, de csak ketten. Ott alsóneműre vetkőzik és beszalad a vízbe, Daly pedig hezitálva, de utánamegy, a parton hagyva az omnikordert, amellyel a játékot irányítja. A csapat visszateleportálja azt magának, és a segítségével megszerzik a valódi világban élő Nanette erotikus fotóit, amiket a telefonjában tárol. Ezután ezzel zsarolják meg a nőt, hogy rendeljen egy pizzát Daly lakására, és egyben szerezze meg a DNS-mintákat, amiket a hűtőjében tart. Ugyanis amíg Daly a pizzafutárral beszél, addig nincs a játékban, hanem kimerevedik az avatárja. Miután mindez sikerül, Nanette visszateleportálódik a hajóra.
Mikor Daly észreveszi, hogy a legénysége szökni próbál, utánuk ered. A féregjárat lassan bezáródik, ezért a USS Callister egy kockázatos manőverrel egy aszteroidamezőn repül át. Ennek során megsérül a hajtómű, és csak manuálisan lehet újraindítani. Walton vállalkozik a feladatra, amelynek során szénné égeti magát, de a többiek sikeresen belépnek a féregjáratba. A tűzfal észleli Daly módosított játékmenetét, amire a csalásellenes rendszer reagál, és kizárja Dalyt az irányításból, amit nem is tud visszaszerezni, miközben a program szép lassan kitörlődik körülötte. Mivel nem tud kilépni a játékból, a valódi világban a teste katatón állapotban ül.
A legénység ezt követően magához tér: nemcsak hogy nem haltak meg, de az Infinity normál verziójába jutottak, így új uniformist kaptak, Valdack és Lowry pedig visszanyerik külsejüket. Miután végtelen számú világ áll előttük, Nanette vezetésével elindulnak, mert a 691-es játékos ki akarja lőni őket.

## Szereplők
| Szerep         | Színész           | Magyar hang            |
| -------------- | ----------------- | ---------------------- |
| Robert Daly    | Jesse Plemons     | Előd Álmos             |
| Nanette Cole   | Cristin Milioti   | Csifó Dorina           |
| James Walton   | Jimmi Simpson     | Molnár Levente         |
| Shania Lowry   | Michaela Coel     | Bognár Gyöngyvér       |
| Valdack        | Billy Magnussen   | Horváth-Töreki Gergely |
| Elena Tulaska  | Milanka Brooks    | Kis-Kovács Luca        |
| Nate Packer    | Osy Ikhile        | Pál Tamás              |
| Kabir Dudani   | Paul G. Raymond   | Csiby Gergely          |
| Pizzafutár     | Hammed Animashaun | Orosz Gergő            |
| Tommy          | Tom Mulheron      | Mayer Marcell          |
| 691-es játékos | Aaron Paul        | Sörös Miklós           |

## Az epizód készítése
Az epizódot Charlie Brooker és William Bridges írták, aki már a "Pofa be és táncolj" című részen is dolgozott. Brooker a Fekete tükör "űropera" változatát akarta megcsinálni, amin már a harmadik évadbeli "A játékteszt" című rész óta gondolkodott. Részben az Alkonyzóna "It's A Good Life" című epizódja inspirálta, amiben egy isteni képességekkel rendelkező fiú kínozta a felnőtteket, valamint a Viz képregények Playtime Fontayne-je, aki arra kényszerít felnőtteket, hogy gyerekjátékokat játsszanak. Dalyt Brooker egy Kim Dzsongun-szerű diktátorhoz hasonlította, a többieket pedig a Toy Story játékaihoz, akik addig, amíg Andy vissza nem tér, élhetik az igazi életüket. Habár néha nagyon sekélyes módon, de szokatlanul a humor is megjelenik a történetben.
Mivel Bridges a Star Trek nagy rajongója, több elemet becsempészett, hasonlóan a Galaxy Quest – Galaktitkos küldetés című filmhez, amelyben átlagemberek keverednek egy általuk meg nem úszható sci-fi kalandba. Eredetileg Daly karaktere sokkal unszimpatikusabb lett volna, de átírták, hogy az első alkalom, amikor fojtogatja Daltont, sokkal meglepőbb legyen. Brooker szerint Daly az epizódot követően egyszerűen éhen halt, miután kitette az ajtajára a "Ne zavarjanak" feliratot. Fontolóra került, hogy legyen ez a rész befejező jelenete, de meggondolták magukat, mert nem kell minden Fekete tükör-epizódnak rosszul végződnie.
Az eredeti forgatókönyv szerint minden szereplőnek lett volna egy beültetett chipje, amivel visszapörgethette volna az emlékeit, hasonlóan "A teljes történeted" című részhez, és ez magyarázta volna meg, hogy a klón-Nanette miért rendelkezik az igazi emlékeivel. Csakhogy ez túlbonyolította volna a cselekményt, ezért kivágták, és csak Lowry részéről hangzik el egy semmitmondó félmondat arról, hogy hogyan működik Daly technológiája.
Jesse Plemons játszotta Dalyt, Nanette-et pedig Cristin Milioti – mindketten játszottak a Fargo sorozat második évadában. A rendező Toby Haynes mindig is Plemonst szerette volna a főszerepre, ezért a forgatást úgy időzítették, hogy biztosan ráérjen. Milioti a forgatókönyv néhány oldalának az átolvasása után vállalta a szerepet, amelyben tetszett neki a főhős kiállása az ostoba nőgyűlölő zaklatóval szemben. Michaela Coel már játszott egy minimális szerepet a "Szabadesés" című részben. Jimmi Simpson a forgatás során végig beteg volt, de az állapota passzolt a karakteréhez.
Plemons felesége, Kirsten Dunst nem szerepel a stáblistán, de szerepel a Callister Inc. bemutatásának jelenetében, a háttérben. Aaron Paul adta a 691-es játékos hangját, akinél szintén elvárás volt, hogy hasonló hangon beszéljen, mint amikor Jesse Pinkmant játszotta. (Ő és Plemons egyébként közösen szerepeltek a Breaking Bad-ben). Paul egy másik epizódban szerepelt volna, de "Az otthon melege" című film miatti kötelezettségei miatt ki kellett hagynia – ezt a cameoszerepet is csak úgy vállalta el, hogy ez nem zárta ki azt, hogy később szerepelhessen a sorozatban. Erre végül a hatodik évadban került sor, a "Túl a tengeren" című részben.
A képi megvalósítás nagyban hasonlít a Star Trek-sorozatra. Az első jelenetekben az eredeti TV-sorozathoz hasonlóan 4:3-as a képarány, később ez szélesvásznúra változik, majd a befejező képsorokon már a 2009-es reboot-hoz hasonlóan megújított dizájnt kapnak a karakterek.

## Forráshivatkozások
1. ↑  December 29, James Hibberd: Black Mirror': Here's the secret inspiration for 'USS Callister (angol nyelven). EW.com. (Hozzáférés: 2023. július 5.)
2. ↑  Black Mirror: Charlie Brooker breaks down USS Callister (brit angol nyelven). Digital Spy, 2017. december 29. (Hozzáférés: 2023. július 5.)
3. ↑  Huff, Lauren: ‘Black Mirror’ Showrunners Reveal Surprising Link Between ‘Toy Story’ and “USS Callister” (amerikai angol nyelven). The Hollywood Reporter, 2018. augusztus 3. (Hozzáférés: 2023. július 5.)
4. ↑  Turchiano, Danielle: Cristin Milioti Breaks Down ‘Black Mirror’s’ Stand Against a ‘Misogynist Bully’ in ‘USS Callister’ (amerikai angol nyelven). Variety, 2017. december 29. (Hozzáférés: 2023. július 5.)
5. ↑  Strause, Jackie: ‘Black Mirror’ Director on Spinoff Potential of “USS Callister” (amerikai angol nyelven). The Hollywood Reporter, 2018. január 1. (Hozzáférés: 2023. július 5.)
6. ↑  January 04, Dana Schwartz: Jimmi Simpson has an incredibly bleak theory about his 'Black Mirror' character's ending (angol nyelven). EW.com. (Hozzáférés: 2023. július 5.)
7. ↑  Black Mirror: Did You Catch USS Callister's TWO Major Cameos? (angol nyelven). ScreenRant, 2017. december 29. (Hozzáférés: 2023. július 5.)
8. ↑  Aaron Paul almost had other Black Mirror role (brit angol nyelven). Digital Spy, 2018. október 25. (Hozzáférés: 2023. július 5.)
9. ↑  How does Aaron Paul tie the 'Black Mirror' universe together? (angol nyelven). Mashable, 2023. június 15. (Hozzáférés: 2023. július 5.)
10. ↑  McHenry, Jackson: The Making of Black Mirror’s Retro ‘USS Callister’ (amerikai angol nyelven). Vulture, 2017. december 29. (Hozzáférés: 2023. július 5.)

## Fordítás
Ez a szócikk részben vagy egészben  az   USS Callister című angol Wikipédia-szócikk ezen változatának fordításán alapul.  Az eredeti cikk szerkesztőit annak laptörténete sorolja fel. Ez a jelzés csupán a megfogalmazás eredetét és a szerzői jogokat jelzi, nem szolgál a cikkben szereplő információk forrásmegjelöléseként.